# Annamarie Jagose

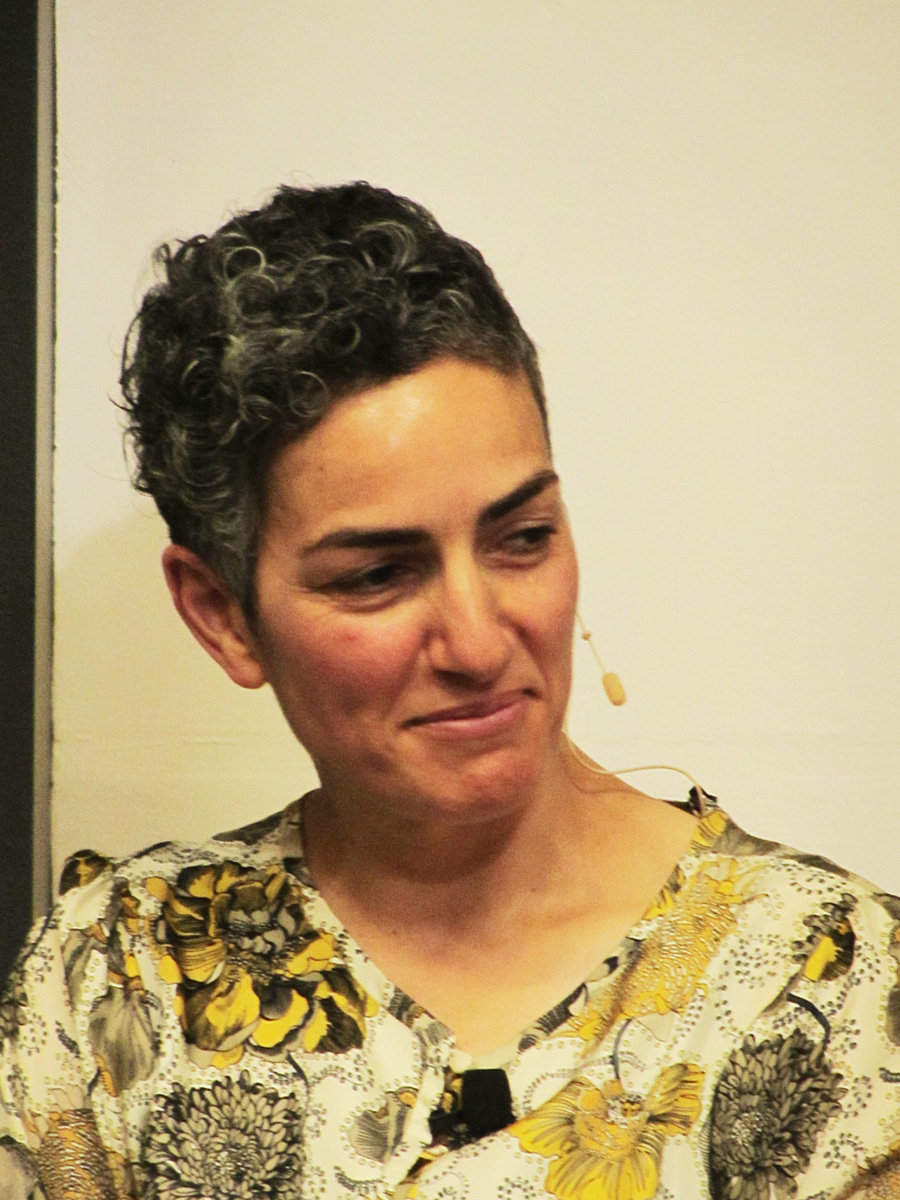
Annamarie Jagose (2012)

Annamarie Rustom Jagose (* 1965 in Ashburton) ist eine neuseeländische Autorin und Associate Professorin an der medienwissenschaftlichen Abteilung („Film, Television and Media Studies“) der Universität Auckland.

## Leben
Jagose lehrte nach ihrer Promotion (PhD) an der Victoria University in Wellington und von 1992 bis 2003 an der Universität Melbourne feministische Theorie und schwule und lesbische Studien.
Von 2003 bis 2011 war sie Co-Editor des Journals GLQ: A Journal of Lesbian and Gay Studies der Duke University Press in Durham, North Carolina und seit 2011 führt sie School of Letters, Art and Media der University of Sydney.

## Arbeiten
Neben zahlreichen wissenschaftlichen Publikationen hat sie den Roman In Translation veröffentlicht, für den sie 1994 vom PEN mit dem „Preis für das beste literarische Debüt“ ausgezeichnet wurde.
1996 erschien ihr Buch zur Queer Theory, welches einen umfassenden Einblick in den Queerfeminismus gibt. 

## Veröffentlichungen
- Queer Theory – Eine Einführung. Querverlag, Berlin 2001, ISBN 978-3-89656-062-9.